# Distrikt Pichigua
Der Distrikt Pichigua liegt in der Provinz Espinar in der Region Cusco in Südzentral-Peru. Der Distrikt wurde am 29. August 1834 gegründet. Am 14. Oktober 1994 wurde der östliche Distriktteil abgetrennt und bildet seither den neu gegründeten Distrikt Alto Pichigua. Der Distrikt Pichigua hat eine Fläche von 274 km². Beim Zensus 2017 wurden 3016 Einwohner gezählt. 10 Jahre zuvor lag die Einwohnerzahl bei 3802. Sitz der Distriktverwaltung ist die auf einer Höhe von 3870 m gelegene Ortschaft Santa Lucía de Pichigua (auch Pichigua) mit 342 Einwohnern (Stand 2017). Santa Lucía de Pichigua liegt 13 km nördlich der Provinzhauptstadt Yauri.

## Geographische Lage
Der Distrikt Pichigua liegt im Andenhochland im Norden der Provinz Espinar. Der Río Apurímac fließt entlang der westlichen Distriktgrenze nach Norden. Dessen rechter Nebenfluss Río Salado bildet die südwestliche Distriktgrenze. Die Flüsse Río Quesccamayo, Río Pichigua und Río Collpamayo durchfließen das Areal in überwiegend westlicher Richtung.
Der Distrikt Pichigua grenzt im Südosten an den Distrikt Alto Pichigua, im Südwesten an den Distrikt Espinar, im Westen an den Distrikt Coporaque, im Nordwesten an den Distrikt Checca, im Norden an den Distrikt Kunturkanki sowie im Nordosten an den Distrikt Layo (die drei letztgenannten Distrikte liegen in der Provinz Canas).